# Каміносекі
Каміносекі (яп. 上関町, かみのせきちょう, каміносекі тьо ) — містечко в Японії, у північно-східній частині префектури Ямаґуті. Засноване  1955 року.
Каміносекі було одним із місць проходження корейських посольств у період Едо (1603 — 1867).